# Парк культуры и отдыха имени Николая Островского
Парк культуры и отдыха имени Николая Островского — самый большой парк культуры и отдыха в Ростове-на-Дону.
Основан в 1894 году, территория — 63,1 га. Назван в честь известного писателя советской эпохи Н. А. Островского. В парке расположены такие культурные и развлекательные места как: плавательный бассейн, футбольные поля, клуб альпинистов и юных пожарных, залы штангистов, ручного мяча и борцов, теннисные корты, стадион «Олимп-2», настоящая детская железная дорога.
Представляет собой парк городского значения с интенсивным потоком движения населения Ростова-на-Дону. Жителям и гостям города в парке предоставляются различные услуги. Одной из интересных и увлекательных услуг являются аттракционы парка. В настоящее время в парке установлено более 40 аттракционов, стоимость билета которых от 50 рублей. Любителей активного и незаурядного отдыха ждёт верёвочный парк «Джунгли» — это парк приключений, состоящий из 6 маршрутов различной степени сложности. В 2016 году в парке им. Н. Островского появилось «Страусиное подворье», там гости парка знакомятся с происхождением и поведением этих птиц через увлекательные фильмы и игры-аттракционы с участием страусов. В ноябре 2017 года состоялось торжественное открытие архитектурно-парковой композиции «Солнечное дерево». Это измерительное устройство для мониторинга по параметрам окружающей среды: дата, время, температура, давление и радиоактивный фон. Кроме того, оно работает на солнечной энергии, поэтому вечером и ночью дерево будет отдавать накопленную солнечную энергию, освещая все вокруг. На территории парка действует бесплатный Wi-Fi. Большое внимание уделяется развитию спорта: на территории парка есть атлетический городок, площадка по Workout, велодорожки, велосервис и пр. В парке проходят более 200 мероприятий в год различной направленности, а также действуют клубные формирования.
В сентябре 2016 года в парке открылся памятник «Связистам Дона», в октябре 2017 — памятник «Героям Донбасса».

## История
В 1894 году на месте нынешнего парка были посажены так называемые Балабановские рощи площадью в 100 десятин. Если сравнить по планам Нахичевани XIX века месторасположение рощ с планами Ростова-на-Дону XX века и местоположением парка им. Н. Островского, то эти территории совпадают. Парк в течение многих лет менял своё название: Пролетарский, имени Шеболдаева, имени Марии Ульяновой, парк культуры и отдыха Ростсельмаш.
В 70-е годы 20-го столетия парк получил своё нынешнее название — Парк культуры и отдыха имени Николая Островского. Главная особенность этого парка — это его зелёные насаждения, с редкими породами деревьев и кустарника. Некоторым деревьям уже больше ста лет.